# Sergei Alexandrowitsch Obradowitsch
Sergei Alexandrowitsch Obradowitsch (russisch Сергей Александрович Обрадович; * 2. Septemberjul. / 14. September 1892greg. in Moskau; † 25. Oktober 1956 in Moskau) war ein russisch-sowjetischer Schriftsteller.
Obradowitsch war Proletkult-Mitglied und Mitbegründer der Lyriker-Gruppe Kusniza. Von 1922 bis 1927 war er Leiter des Literaturressorts der Prawda. Erst 1939 wurde er Mitglied der KPdSU.